# Jan Svoboda (historik umění)
Jan E. Svoboda (25. prosince 1942, Praha – 2. prosince 2017) byl český historik architektury a pracovník v památkové péči.

## Život
Vystudoval Střední průmyslovou školu sdělovací techniky Panská a Elektrotechnickou fakultu ČVUT v Praze, obor sdělovací technik po vedeních. Pracoval mimo jiné v národním podniku Tesla Praha, Výzkumném ústavu sdělovací techniky ve Strašnicích a v Projektovém ústavu dopravních a inženýrských staveb.
Jeho zájmem však již tehdy byla architektura v českých zemích druhé poloviny 19. a první poloviny 20. století (především historismus, secese, moderna, kubismus).
Od počátku osmdesátých let spolupracoval se Zdeňkem Lukešem. Jejich pracovní metodou bylo srovnávání fasád domů a archivů stavebních úřadů a hledání typických znaků architektů a stavitelů. Mnohdy totiž nastal případ, že stavební plány podepsal jen odpovědný stavitel, ne architekt (jenž byl přizván jen na návrh fasády). Vznikala tak kartotéka pražských staveb druhé poloviny 19. a první poloviny 20. století.
Po roce 1989 vystudoval Svoboda dálkově dějiny umění na Filozofické fakultě Univerzity Karlovy (diplomní práce Architektura pozdní secese a dílo bratří Waigantů) a změnil profesi: pracoval pak na odborech památkové péče Prahy 1 a pražského magistrátu. Byl také členem Komise Ministerstva kultury pro hodnocení návrhů na prohlášení nemovitých věcí za kulturní památky. K dalším Svobodovým spolupracovníkům patřili také Dieter Klein, Jindřich Noll a Antonín Ederer.
Literární pozůstalost je uložena v Archivu hlavního města Prahy.